# Tűztövis

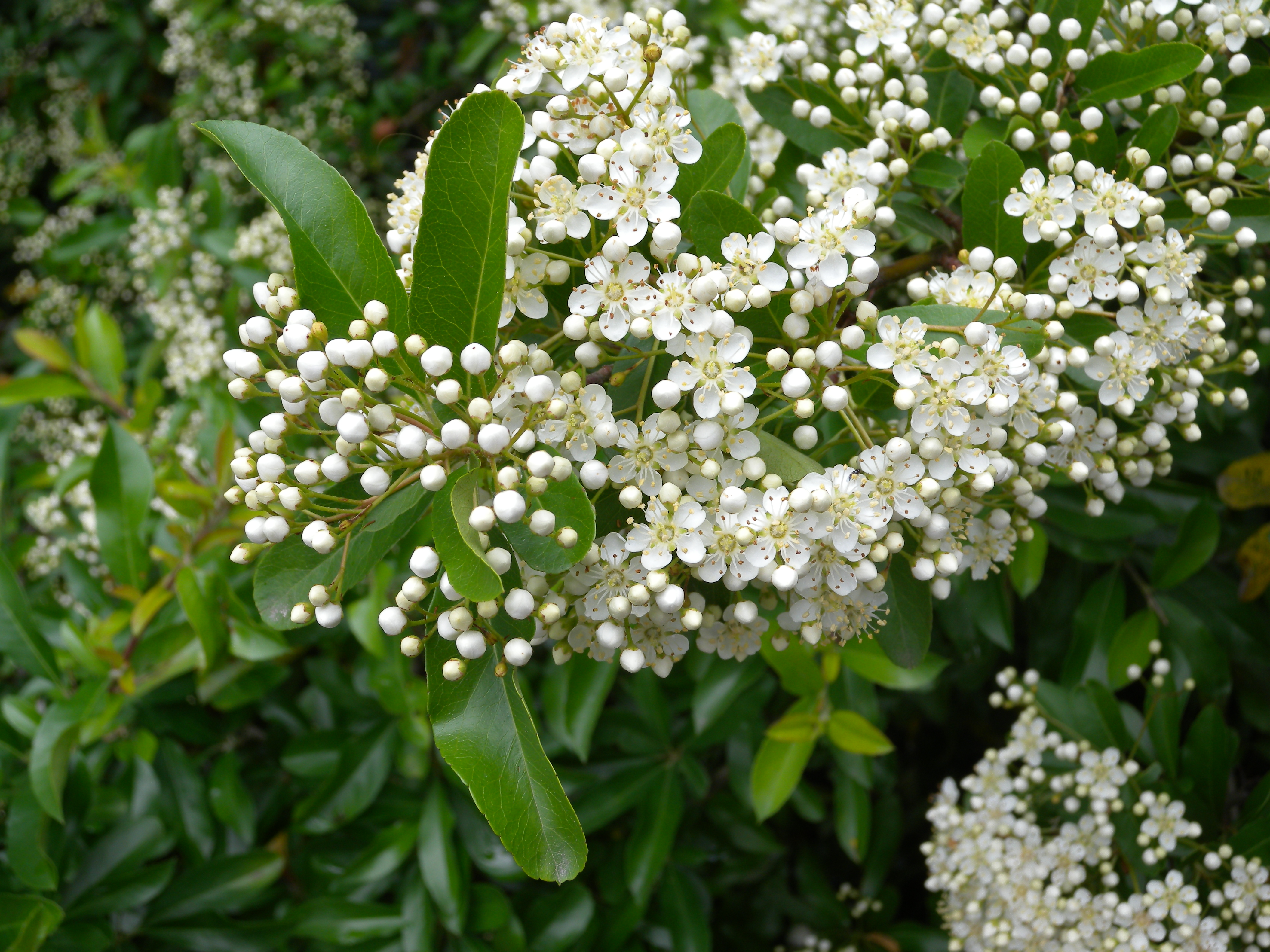
Közönséges tűztövis virágos hajtása

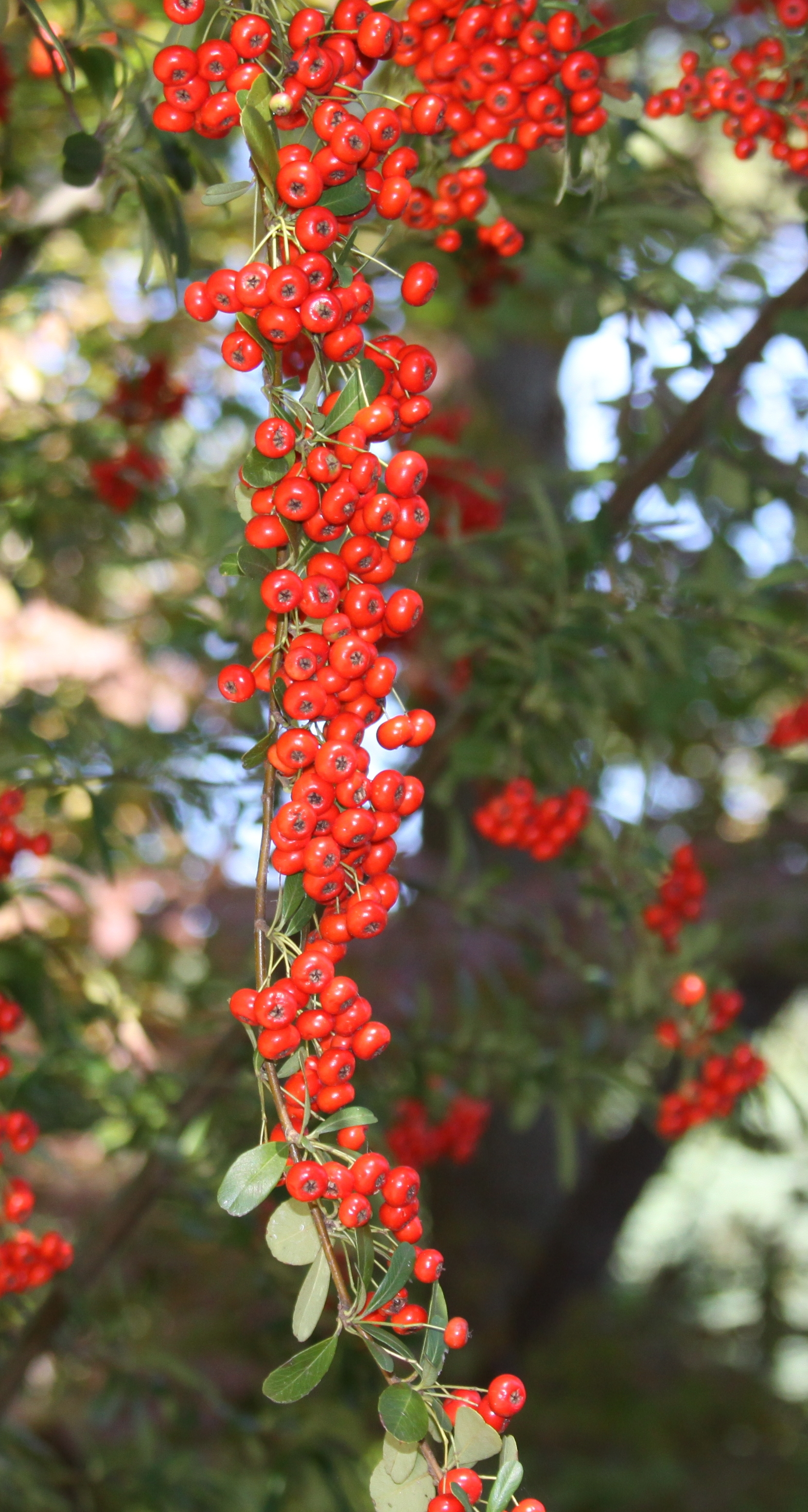
Jünnani tűztövis termései

A tűztövis (Pyracantha) a rózsafélék családjába tartozó kb. 10 fajt számláló nemzetség. A fajok Dél-Európában, Kis-Ázsiában, és a Himaláján keresztül Közép-Kínáig honosak. Legismertebb a közönséges tűztövis (Pyracantha coccinea) mely díszcserjeként főleg őszi színes termésével díszít. Az 1970-es évekig nem volt gyakori a kertekben, mert akkor még nem voltak faggyal szemben ellenálló fajták, illetve a varasodás (Spilocea/Venturia pyracanthae) és az erviniás tűzelhalás (Erwinia amylovora) is károsította, pusztította a növényeket. Manapság az ellenálló hibrid fajtáknak köszönhetően az egyik legkedveltebb díszcserje.

## Tulajdonságai
Örökzöld, tövises cserjék. Leveleik egyszerűek, elliptikus vagy tojásdad alakúak, szélük ép, csipkés vagy fűrészes. Virágzata sátor vagy buga, melyet kis, fehér szirmú virágok alkotnak. Tavasz végén és nyár elején virágzik. Termése piros, narancsszínű vagy sárga csontáralma, mely sokáig a cserjén marad.
Virágai jó mézelők, termései viszont ciánglikozidot tartalmaznak, ezért nagy mennyiségben nyersen fogyasztva mérgezőek.
Az alapfajok fagyérzékenyek, így azok ültetése nem ajánlott. Talajban nem válogatósak, de pangó vizes helyre és szikes homokra  nem valók. Jó szárazságtűrők, a napos helyeket kedvelik. A metszést jól tűrik, de az átültetést nem, a gyökerek sérülései miatt elpusztulhatnak.

## Fajok
- Pyracantha angustifolia (Franch.) C.K.Schneid.
- Pyracantha atalantioides (Hance) Stapf
- Pyracantha coccinea M.Roem. – közönséges tűztövis
- Pyracantha crenatoserrata (Hance) Rehder – jünnani tűztövis
- Pyracantha crenulata (Roxb. ex D.Don) M.Roem.
- Pyracantha crenulata-serrata Rehder
- Pyracantha densiflora T.T.Yu
- Pyracantha fortuneana (Maxim.) H.L.Li
- Pyracantha inermis J.E.Vidal
- Pyracantha koidzumii (Hayata) Rehder
- Pyracantha rogersiana (A.B.Jacks.) Coltm.-Rog.

## Ismertebb hibridek
Díszcserjének nemesített hibrid fajták:
- 'Mohave' (P. koidzumii x P.coccinea 'Wyattii') – magas, széles termetű cserje, termése piros, a legsötéttebb a tűztövisek között. Védett fekvésbe ajánlott ültetni, mert kissé fagyérzékeny. Az erviniás tűzelhalással szemben ellenálló.
- 'Orange Charmer' (P. coccinea x P. rogersiana) – nagy termetű, ellenálló fajta, termése narancsvörös.
- 'Orange Glow' (P. coccinea x P. crenatoserrata) – falak takarására különösen alkalmas, ellenálló, dúsan virágzó és termő fajta.
- 'Soleil d'Or' – népszerű, gyorsan növő fajta, nem érzékeny, termése világossárga.
- 'Teton' (P. 'Orange Glow' x P. rogersiana 'Flava' ) – gyorsan növő, sűrű ágrendszerű, bőven termő fajta. Az erviniás tűzelhalással szemben ellenálló.

A tűztövis aknázómoly (Phyllonoricter leucographella) és az amerikai lepkekabóca (Metcalfa pruinosa) a leveleket károsíthatja.